# Rødby Færge Station
Rødby Færge Station var en dansk jernbanestation ved Rødbyhavn på Lolland, der fungerede som endestation for regionaltogene fra København. Der ligger en terminal for færger til Puttgarden på den tyske Femern i forlængelse af stationen.
Stationen lå for enden af Sydbanen, idet den åbnede som en del af Fugleflugtslinjen den 14. maj 1963. Som sådan fungerede den i mange år som grænsestation for internationale person- og godstog fra København til Hamburg og længere sydpå, der blev sejlet over herfra. Den mistede dog en væsentlig del af sin betydning, da godstogene blev omlagt efter åbningen af Storebæltsforbindelsen i 1997. Desuden blev de internationale tog samme år reduceret til EuroCitytog mellem København og Hamburg samt i en periode Intercity-Express. Af samme årsag var der efter 1997 kun brug for nogle enkelte af stationens mange spor. På resten spredte der sig efterhånden en bevoksning af græs og selvsåede træer. I 2018 blev det overflødige baneterræn indhegnet, og der blev indsat ti geder til at holde bevoksningen nede.
15. december 2019 ophørte trafikken med internationale tog i Rødby Færge helt, da EuroCitytogene blev erstattet af InterCitytog mellem København og Hamburg via Storebælt. Det skyldtes anlæggelsen af den faste Femern Bælt-forbindelsen og de dermed forbundne sporarbejder. Rødby Færge betjentes dog fortsat af regionaltog til og fra København omkring fem gange dagligt indtil 30. april 2021, hvor stationen lukkede helt. Der kørte så togbusser mellem Nykøbing Falster og Rødby Færge indtil køreplansskiftet 12. december 2021, men siden da har stedet alene været betjent af Movias busser.
Stationens lukning muliggjorde arbejdet med at opgradere og omlægge banen på Lolland til Femern Bælt-forbindelsen. Når forbindelsen åbner, vil området blive betjent af en ny station ved Holeby i stedet for Rødby Færge.

## Galleri
- Indenfor i stationsbygningen.
- IC3 til Hamburg i 2019.
- De få spor der var i brug den sidste tid.
- Perron til regionaltog.
- Nedlagt perron.
- Bevoksningen spredte sig på de nedlagte spor.
- Stationens spor 1 i køreretning mod Nykøbing F.

## Historisk antal rejsende
Ifølge den tidligere årligt afholdte "Østtælling" var udviklingen i antallet af dagligt afrejsende:
| År   | Antal |
| ---- | ----- |
| 2003 | 369   |
| 2004 | 373   |
| 2005 | 80    |
| 2006 | 102   |
| 2007 | 109   |
| 2008 | 119   |